# Bîstrovîțea, Horohiv
Bîstrovîțea (în ucraineană Бистровиця) este un sat în comuna Skobelka din raionul Horohiv, regiunea Volînia, Ucraina.

## Demografie
Componența lingvistică a localității Bîstrovîțea
     Ucraineană (99,38%)
     Alte limbi (0,62%)
Conform recensământului din 2001, majoritatea populației localității Bîstrovîțea era vorbitoare de ucraineană (99,38%), existând în minoritate și vorbitori de alte limbi.